# Небоскрёбы Загреба
Загреб является первым городом в Хорватии, где был построен небоскрёб. Первым небоскрёбом была 16-этажная Башня Лоевуева, построенная на площади бана Йосипа Елачича — центральной площади Загреба. Строительство продолжалось с 1956 по 1959 года. В 2007 году был осуществлён капитальный ремонт здания.
В настоящее время Загреб имеет несколько коммерческих и много жилых небоскрёбов. Каждый из них имеет большое значение в архитектурном ансамбле города.
Самыми известными небоскрёбами города являются:
- Eurotower
- HOTO business tower
- Mamutica
- Zagrebtower
- Башня Цибона
- Загрепчанка
- Илицкий небоскрёб